# Olatunde Osunsanmi
Olatunde Osunsanmi (23 octobre 1977 -) est un réalisateur et scénariste américain.

## Filmographie

### Comme réalisateur
- 2005 : The Cavern
- 2009 : Phénomènes paranormaux
- 2013 : Evidence
- 2025 : Star Trek: Section 31 (TV)

### Comme scénariste
- 2010 : Mi$e à prix 2